# Taira no Tadatsune
Taira no Tadatsune (平 忠常, [975 - 1031] Erro: {{japonês}}: texto da transliteração contém caractere não latino (pos 10) (ajuda)) foi um chefe do clã Taira no início do século XI e seus descendentes organizaram o clã Chiba. Tadatsune ocupou o cargo se Shugo (governador) da Província de Shimōsa e vice-governador da província de Kazusa, e administrava as terras do Grande Santuário de Ise.
Em 1028, Tadatsune demitiu-se do cargo de vice-governador de Kazusa e atacou as províncias de Kazusa e Awa, procurando expandir sua base de poder. A Corte Imperial tentou detê-lo e indicou Minamoto no Yorinobu, governador da província de Ise, para liderar o ataque, com a recusa deste a Corte então designou Taira no Naokata e Nakahara Narimichi, mas estes não conseguiram sem fazer nenhum progresso.
Tadatsune fugiu em direção a Quioto em 1030, e no ano seguinte, Minamoto no Yorinobu, depois de ser nomeado governador da província de Kai aceitou a tarefa de ir a seu encalço. Sabendo que não poderia derrotar Yorinobu, Tadatsune se rendeu sem luta, e foi feito prisioneiro, perecendo no caminho para a capital.